# Saul Weigopwa
Saul Weigopwa (Song, 14 juni 1984) is een Nigeriaanse sprinter. Hij is gespecialiseerd in de 400 m. Zijn persoonlijk record is 45,00 s, welke tijd hij voor het eerst in 2004 liep. Hij is met name bekend om zijn medailles op de 4 × 400 m estafette.

## Biografie
Weigopwa nam deel aan zowel de Olympische Spelen van 2004 in Athene als die van 2008 in Peking. Tijdens beide evenementen werd hij op de individuele 400 m in de halve finale uitgeschakeld. In 2004 echter behaalde hij met het Nigeriaanse team, bestaande uit James Godday, Musa Audu en Enefiok Udo-Obong, op de 4 × 400 m estafette een bronzen medaille.
In 2005 sneuvelde het Nigeriaanse estafetteteam bestaande uit Saul Weigopwa, Musa Audu, Bolaji Lawal en Enefiok Udo Obong in de halve finale van de wereldkampioenschappen in Helsinki met een tijd van 3.01,60.
Op de Gemenebestspelen van 2006 in Melbourne sneuvelde hij in de halve finale op de 400 m met 46,12. Op de Afrikaanse Spelen in 2007 won hij met het Nigeriaanse team een zilveren medaille op de 4 × 400 m met zijn teamgenoten Olusegun Ogunkule, Edu Nkami, Victor Isaiah, achter het Botswaanse team (goud) en voor het Zimbabwaanse team (brons).

## Titels
- Nigeriaans kampioen 400 m - 2003, 2004

## Persoonlijke records
| Onderdeel | Prestatie | Datum        | Plaats   |
| --------- | --------- | ------------ | -------- |
| 200 m     | 22,02 s   | 14 juli 2001 | Debrecen |
| 300 m     | 33,29 s   | 13 juni 2005 | Praag    |
| 400 m     | 45,00 s   | 27 juni 2004 | Ratingen |

## Palmares

### 400 m
- 2004: 6e in ½ fin. OS - 45,67 s (in serie 45,59)
- 2006: ? in ½ fin. Gemenebestspelen - 46,12 s
- 2008: 5e in ½ fin. OS - 45,02 s
- 2009: 6e in serie WK - 46,42 s

### 4 × 400 m
- 2004:  OS - 3.00,90
- 2007:  Afrikaanse Spelen - 3.03,99